# 黃袞 (萬曆丁丑進士)
黃袞（1552年—？），字補甫，福建興化府莆田縣人，民籍，明朝政治人物。

## 生平
萬曆元年（1573年）癸酉科福建鄉試第四十一名，萬曆五年（1577年）丁丑科會試第六十二名，登三甲第一百九十九名進士。曾任徽州府儒學教授。

## 家族
曾祖黃漳，曾任府通判；祖父黃應策，曾任府推官；父黃其昌。母林氏；繼母郭氏。重庆下。